# Claude Taittinger

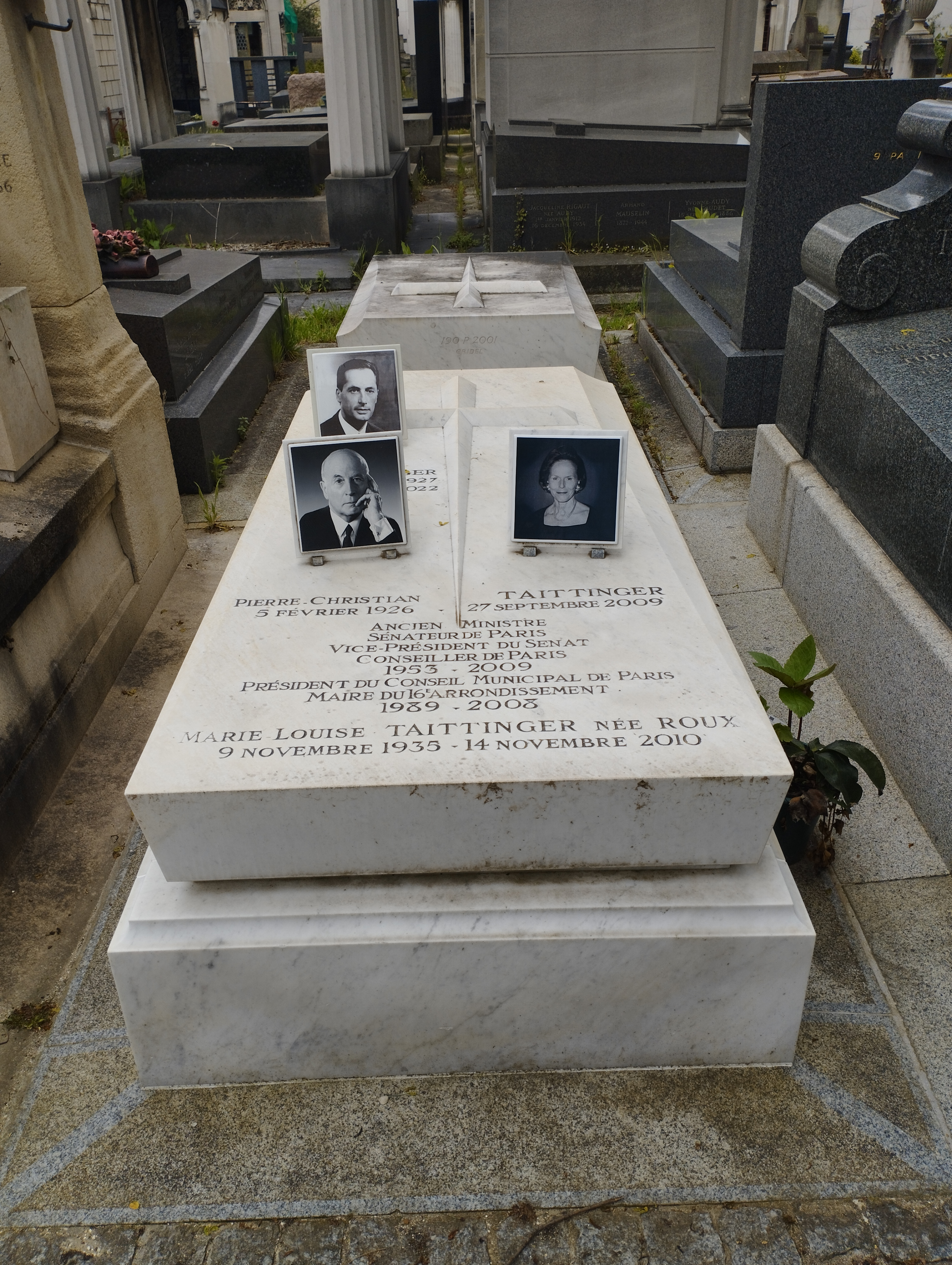
Graftombe van Claude Taittinger

Claude Taittinger (Parijs, 2 oktober 1927 – aldaar, 3 januari 2022) was een Franse zakenman. Hij was jarenlang algemeen directeur (CEO) van het champagnehuis Taittinger en was de zoon van Pierre Taittinger.

## Leven en carrière
Na zijn studie aan de rechtenfaculteit van de Sciences Po, stapte Taittinger in 1949 in het familiebedrijf. Hij bracht de rest van zijn carrière daar door, met uitzondering van zijn militaire dienst in Frans Indochina en Frans Algerije. In 1958 trouwde hij met Catherine de Suarez d'Aulan, dochter van Jean de Suarez d'Aulan, met wie hij drie dochters kreeg: Brigitte, Virginie en Christine.
Claude Taittinger werd directeur van het bedrijf na de accidentele dood van zijn broer François in 1960.  Hij was tevens voorzitter van de Société du Louvre en maakte deel uit van de Adviesraad van de Banque de France. Ter ere van zijn vader, die in 1965 overleed, richtte hij in 1967 de Prix culinaire international Pierre Taittinger op. In 1983 creëerde hij de Taittinger Collectie, een verzameling kunstwerken op champagneflessen. Kunstenaars die aan de collectie hebben bijgedragen zijn onder meer Victor Vasarely, Arman, André Masson, Maria Helena Vieira da Silva, Roy Lichtenstein, Hans Hartung, Toshimitsu Imai, Corneille, Roberto Matta en Zao Wou-Ki.
In 1987 richtte Taittinger samen met de Kobrand Corporation het Domaine Carneros op om Taittinger-wijn in de Verenigde Staten te verdelen. Hij ging in 2006 met pensioen nadat het bedrijf was overgenomen door Crédit Agricole. In 2008 verliet zijn dochter Virginie het familiebedrijf en richtte Champagne Virginie T. op samen met haar zoon, Ferdinand Pougatch.
Taittinger was Officier in het Legioen van Eer en werd onderscheiden met de Ordre du Mérite militaire.
Taittinger overleed op 3 januari 2022 in Parijs, op 94-jarige leeftijd. Hij ligt begraven op de begraafplaats van Passy.

## Privéleven
Zijn dochter Virginie Taittinger was ook actief in de wijnindustrie en later ook in de lokale politiek.

## Publicaties
Claude is in zijn vrije tijd een literatuurliefhebber en auteur van diverse boeken over champagne. Onder zijn werken zijn er drie biografieën.
- Thibaud le Chansonnier, comte de Champagne (1987) [11]
- Monsieur Cazotte monte à l'échafaud (1988) ISBN 9782262089085
- Saint Evremond of le bon use des plaisirs (1990) ISBN 9782262007652
- Champagne door Taittinger (1996) ISBN 9782234046306